# Cyanea lamarckii

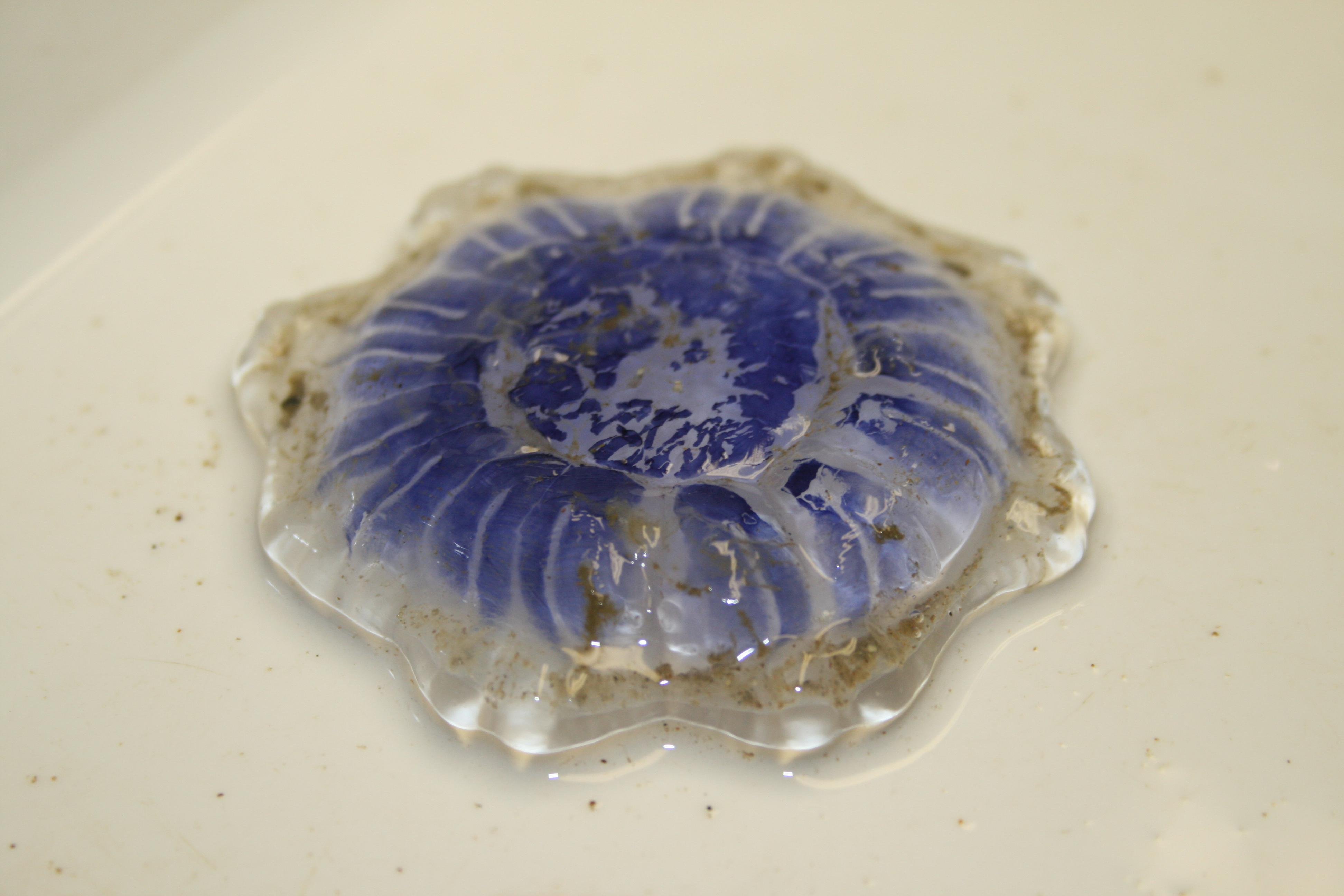

Cyanea lamarckii (лат.) — вид медуз из семейства Cyaneidae.

## Распространение
Представители вида обитают в пелагической зоне у западного побережья Шотландии, в Северном и Ирландском морях, иногда соседствуя с более обычной медузой Cyanea capillata.

## Описание
Cyanea lamarckii имеет голубой или жёлтый окрас и вырастает до размера в 10—20, иногда достигая и 30 см. Однако в скандинавских морях размер особей редко превышает 15 см.
Медуза имеет много стрекательных щупалец. Четыре ротовых щупальца большие, с многочисленными морщинками и кружками.

## Систематика
Число и место отдельных видов рода Cyanea в таксономической классификации является предметом научных споров. Некоторые зоологи считают, что все они должны относиться к одному виду. Но сейчас больше распространена точка зрения, что в род входят как минимум 3 вида:
- Cyanea capillata (Linnaeus, 1758)
- Cyanea lamarckii Péron & Lesueur, 1810
- Cyanea nozakii Kishinouye, 1891

Вид назван в честь французского натуралиста Жан-Батиста Ламарка (латинигнизированная форма — Lamarckius).

## Жизненный цикл
Медузы выводятся из полипов в январе-марте. Это происходит вокруг Британских островов и в южной части Северного моря аналогично жизненному циклу другой медузы, ушастой аурелии.